# یوایچی میزوتانی
یوایچی میزوتانی (ژاپنی: 水谷 雄一؛ زادهٔ ۲۶ مهٔ ۱۹۸۰) یک بازیکن فوتبال اهل ژاپن است.
از باشگاه‌هایی که در آن بازی کرده‌است می‌توان به باشگاه فوتبال شونان بلمار، باشگاه فوتبال آویسپا فوکوئوکا، باشگاه فوتبال سرزو اوساکا، باشگاه فوتبال کاشیوا ریسول، باشگاه فوتبال کیوتو سانگا و باشگاه فوتبال کاتالر تویاما اشاره کرد.